# Manuel Garnica Serrano
Manuel Garnica Serrano, conocido en el mundo del fútbol como Garnica (1891-1939) fue un futbolista español que jugó a comienzos del siglo XX en el Athletic de Madrid. Asesinado en las postrimerías de la Guerra Civil junto a un grupo de prisioneros católicos, tiene iniciado un proceso de beatificación.

## Biografía
Manuel Garnica nació en Madrid en 1891. A los dieciséis años comenzó a disputar algunos encuentros con el Athletic de Madrid, un equipo de fútbol creado cuatro años antes en la capital de España por seguidores del Athletic Club de Bilbao, conjunto del que actuaba como "sucursal".
En aquellos primeros años, el fútbol no era un deporte profesional, y los jugadores compaginaban su práctica con sus estudios. Así Garnica, aunque se mantuvo en el Athletic de Madrid hasta 1917, cursó al mismo tiempo sus estudios de Derecho.
Dada la especial vinculación del conjunto madrileño con su "matriz" bilbaína, era usual la cesión de jugadores entre ambos equipos. De esta forma, junto a sus compañeros Roque Allende, Pedro Mandiola, Luis Belaunde y Alejandro Smith formó parte del once que alinearía el Athletic Club en la final de la Copa del Rey de 1911, que el conjunto vasco ganó en Guecho (Vizcaya) al Español de Barcelona por 3 goles a 1. El último de los goles "rojiblancos" lo marcó Garnica.
Tras retirarse del fútbol, comenzó a ejercer como abogado, estableciéndose en Teruel. En dicha ciudad fue capturado por el bando republicano y asesinado en los últimos días de la Guerra Civil.
En el año 2000 fue incluido por la Conferencia Episcopal Española en la relación de mártires a los que se proponía a la Santa Sede para su beatificación

## Clubes
| Club                    | País   | Año       |
| ----------------------- | ------ | --------- |
| Athletic Club de Madrid | España | 1907-1917 |

## Palmarés

### Campeonatos nacionales
| Título       | Club          | País   | Año  |
| ------------ | ------------- | ------ | ---- |
| Copa del Rey | Athletic Club | España | 1911 |